# Skebogölen (Lofta socken, Småland)
Skebogölen är en sjö i Västerviks kommun i Småland och ingår i Storån-Botorpsströmmens kustområde.